# خليج ايريس (دبي)
فندق خليج إيريس Iris Bay هو برج مكون من 32 طابقًا في الخليج التجاري في دبي، الإمارات العربية المتحدة . يبلغ ارتفاع المبنى الإجمالي للبرج 170 م (558 قدم). كان من المتوقع أن يكتمل بناء خليج إيريس في عام 2008 لكن التقدم توقف في عام 2011 والبناء معلق. أثارت إعادة تنظيم الشركة الأم في مايو 2012 بعض الآمال في إمكانية استئناف العمل. بدأ البناء في الموقع مرة أخرى في عام 2013.

خليج أيريس - القزحية خليج

تم تصميم البرج على الشكل البيضوي الشكل ويتكون من قوقعتين متطابقتين منحنيتين متشابهتين، والتي يتم تدويرها وكابوليتها فوق المنصة. الارتفاع الخلفي عبارة عن منحنى رأسي مستمر تتخلله شرفات بينما يتكون الارتفاع الأمامي من سبع مناطق من الزجاج المستدير. تتكون المنصة من 4 طوابق بارتفاع مزدوج من مستوى الأرض وتضم مساحات تجارية وتجارية تبلغ مساحتها الإجمالية 36000 متر مربع.

## أنظر أيضًا
- قائمة المباني في دبي
- الخليج التجاري

## الملاحظات
1. ↑  "Iris Bay Project information on Lookup.ae". Lookup.ae. 21 فبراير 2015. مؤرشف من الأصل في 2020-09-18.
2. ↑  Atkins budding Iris, Article on WorldArchitectureNews.com نسخة محفوظة 2021-09-13 على موقع واي باك مشين.
3. ↑  "Iris Bay - Business Bay". www.dubai-businessbay.com. مؤرشف من الأصل في 2023-02-04. اطلع عليه بتاريخ 2023-06-19.

## روابط خارجية
- إمبوريس